# Lynne Sachs
Lynne Sachs (Memphis, Tennessee, 1961) es una cineasta experimental y poeta estadounidense. Su trabajo abarca desde el cine documental y el ensayo cinematográfico hasta el cortometraje experimental y la performance. Vive y trabaja en Brooklyn, Nueva York. 

## Primeros años y educación
Sachs se graduó de la Universidad de Brown con una especialización en historia y un enfoque en el arte de estudio. Su interés por el cine documental se desarrolló tras asistir becasa al Seminario de Cine Documental Robert J. Flaherty de 1985. Allí se inspiró en las obras de Bruce Conner, quien más tarde se convirtió en su mentor, y en Maya Deren. Tomó sus primeras clases de artes mediáticas en el Global Village y el Downtown Community Television Center en la ciudad de Nueva York. Poco después, Sachs se mudó a San Francisco para asistir a la Universidad Estatal de San Francisco y más tarde al Instituto de Arte de San Francisco.
Fue durante este tiempo en San Francisco que Sachs estudió y colaboró con George Kuchar,Trinh T. Minh-ha, Craig Baldwin y Gunvor Nelson. Produjo sus primeros trabajos experimentales en celuloide que adoptaron un enfoque feminista, un compromiso que ha fundamentado su trabajo desde entonces. 

## Trayectoria

### 1989 – Principios de la década del 2000
Después de completar su educación en San Francisco, Sachs regresó a su ciudad natal en 1989 para filmar Sermons and Sacred Pictures ("Sermones e Imágenes Sagradas"). Este fue su primer documental experimental de largo formato. En él, Sachs hizo un retrato del reverendo L. O. Taylor, un ministro y cineasta afroamericano de las décadas de 1930 y 1940. Esta película se proyectó en el Museo de Arte Moderno y en el Festival de Cine Margaret Mead ese año. 
De 1994 a 2006, Sachs trabajó en zonas geográficas afectadas por guerras internacionales, como Vietnam, Bosnia, Israel y Alemania. Sus películas y proyectos web exponen lo que ella define como los "límites de una representación documental convencional tanto del pasado como del presente". Es en este estilo que ha producido cinco piezas ( Which Way Is East, The House of Drafts, Investigation of a Flame, States of Unbelonging y The Last Happy Day ) agrupadas en la serie I Am Not A War Photographer . 
En 2007, el Festival Internacional de Cine Independiente de Buenos Aires presentó una retrospectiva de su obra. Ese mismo año, colaboró con Chris Marker en un remake de su cortometraje Three Cheers for the Whale . Regresó a Argentina en 2008 para filmar su primer proyecto narrativo, El viento en nuestros cabellos, inspirado en los cuentos de Julio Cortázar .
En 2008 y por un encargo de la Biblioteca Pública de Nueva York, Lynne Sachs se aventuró en el reino de las instalaciones en línea con la pieza web Abecedarium NYC. El proyecto interactivo es un alfabeto en línea de palabras oscuras representadas por cortometrajes realizados por Sachs y otros colaboradores, como los cineastas Barbara Hammer, David Gatten y George Kuchar . El proyecto pretende ser una exploración continua a través de publicaciones de otros blogs y la colaboración con otros foros de medios en línea  abiertos al público.
Además de su trabajo fílmico, Sachs coeditó la edición de 2009 del Millennium Film Journal sobre "Experimentos en documental" y fue cocuradora de la serie de películas de 2014 "We Landed/ I Was Born/ Passing By: NYC's Chinatown on Film" en Anthology Film Archives.

### 2010-presente
En 2010, Sachs y su hermano Ira Sachs decidieron adaptar su cortometraje Last Address para instalarlo en ventanas exteriores a los costados del Kimmel Center en Manhattan, Nueva York. La pieza es una meditación sobre algunos de los artistas más prolíficos de Nueva York de los años 1980 y 1990 que murieron de sida en esta ciudad, incluidos Ethyl Eichelberger, David Wojnarowicz y Reynaldo Arenas .
En 2011, la editorial de la universidad de Oxford publicó The Essay Film: From Montaigne After Marker, un libro de Timothy Corrigan que dedica un capítulo a analizar la película States of Unbelonging de Sachs en relación con las obras de Harun Farocki y Ari Folman .
En 2013, Sachs completó el documental híbrido Your Day is My Night, que presenta a residentes de un apartamento de dos habitaciones en el barrio chino de la ciudad de Nueva York, quienes comparten sus historias de agitación personal y política. La película se estrenó en la Quincena de Documentales del Museo de Arte Moderno y luego se proyectó en el Festival de Cine de Ann Arbor, el Festival de Imágenes, el Festival Internacional de Cine de Vancouver y el Festival de Cine de Traverse City . Stuart Klawans de The Nation escribió que la película es "una obra sorprendentemente hermosa y meditativa: una mezcla de reportajes, sueños, recuerdos y actuación, que te sumerge en un mundo entero que podrías pasar sin darte cuenta en la esquina de Hester Street". 
Entre 2013 y 2020, colaboró con el artista sonoro Stephen Vitiello en cinco películas: Your Day is My Night, Drift and Bough, Tip of My Tongue, The Washing Society y Film About a Father Who . En febrero de 2021, el LA Film Forum celebró sus colaboraciones con una serie de proyecciones y conversaciones. 
Entre 2014 y 2017, Sachs colaboró con la dramaturga Lizzie Olesker en una serie de performances titulada Every Fold Matters, que examinaba el espacio íntimo y cargado de la lavandería del barrio y las personas que trabajan allí.  Durante un período de dos años de investigación y entrevistas con trabajadores de lavandería de la ciudad de Nueva York, Sachs y Olesker trabajaron con los artistas Ching Valdes-Aran, Jasmine Holloway, Veraalba Santa y Tony Torn en su documental híbrido The Washing Society (2018). La película se estrenó en Nueva York en el BAMcinemaFest de la Academia de Música de Brooklyn . 
En 2019, Tender Buttons Press publicó la colección de Sachs Year by Year Poems . 
En 2020, Sachs estrenó su largometraje documental Film About a Father Who como película de apertura de la noche del Festival de Cine Slamdance en Park City, Utah.  Película sobre un padre que recibió elogios de la crítica, lo que le valió un premio del New York Times Critic's Pick, que la describió como "[Un] retrato familiar enérgico, prismático y ricamente psicodramático". 